# José María Mendiola
José María Mendiola Insausti (Sant Sebastià, Guipúscoa, 18 de maig de 1929 - 1 de gener de 2003) fou un advocat i escriptor basc en llengua castellana.

## Biografia
Llicenciat en Dret per la Universitat de Valladolid, fou assessor jurídic de la Junta de Protecció de Menors de Biscaia. Va compaginar la creació literària amb la col·laboració en diaris i revistes, on va escriure des d'informació econòmica fins a crítiques literàries i petites notes de la vida social. Va escriure llibres per a adults i per a joves, i també va conrear l'assaig amb diversos llibres publicats a Ediciones Obelisc.
Va aconseguir el seu major èxit literari el 1962, quan va obtenir el Premi Nadal per la seva novel·la Muerte por fusilamiento.
Va ser redactor i crític de llibres d'El Diario Vasco de Sant Sebastià, articulista d'El País i director de la revista d'historietes El Globo (1973-74).

## Obra
D'entre la seva obra, destaquen títols com:
- Jonás y la gruta (1958)
- Muerte por fusilamiento (1962)
- La gaviota de la plaza de Guipúzcoa (1991)
- Los límites del lobo Júcar (1991)
- La momia Regina Anaya (1993)
- El palacio de las telarañas (1993)
- ¿Quién cuida de los pajaritos? (1993)
- Mi prima de Bilbao Júcar (1994)
- El castillo de Lora Bruño (1994)
- El cementerio de los ingleses (1994)
- El temblor de los monstruos (1997)

## Premis
- Premi Nadal de novel·la de 1962 per Muerte por fusilamiento